# Daiki Morimoto
Daiki Morimoto (森本 大貴 Morimoto Daiki?), född 15 september 1995 i Tottori prefektur, är en japansk fotbollsspelare.
Morimoto började sin karriär 2018 i Matsumoto Yamaga FC. 2018 flyttade han till SC Sagamihara.